# Бої за Тростянець
Бої́ за Тростяне́ць почалися під час повномасштабного вторгнення Росії до України 24 лютого 2022 року.
Наказом Міністерства з питань реінтеграції тимчасово окупованих територій України територія громади з 30 травня 2022 року була внесена до оновленого переліку територій України, де тривають бойові дії, або які перебувають в окупації російських військ. Жителям громади, зареєстрованим як внутрішньо переміщені особи (ВПО), здійснюватимуться виплати. З 10 листопада виключена з переліку територій України, де тривають бойові дії.

## Перебіг подій

### Лютий

#### 24 лютого
Увечері 24 лютого на околиці Тростянця на вулиці Луніна на в'їзді з боку Росії зупинилася колона військової техніки. Крім того, підійшла колона із Жигайлівки, Боромлі. Ворог установив блок-пост зі сторони Лебедина — на повороті між с. Станова та Тростянцем. У східній стороні в частині сіл Солдатське Крамчанка також зупинилася колона військової техніки.

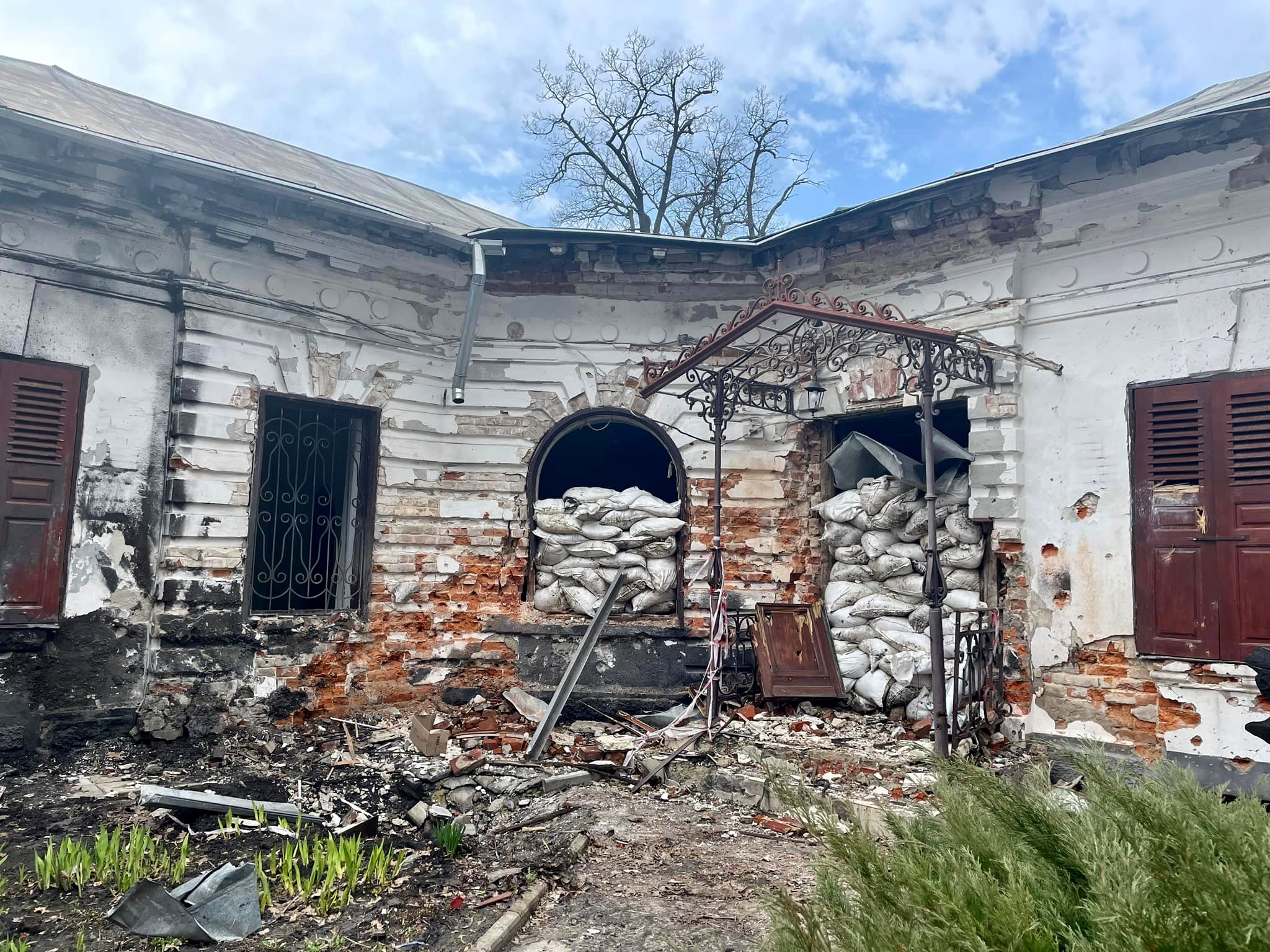
Тростянецький краєзнавчий музей у садибі Леопольда Кеніга після боїв.

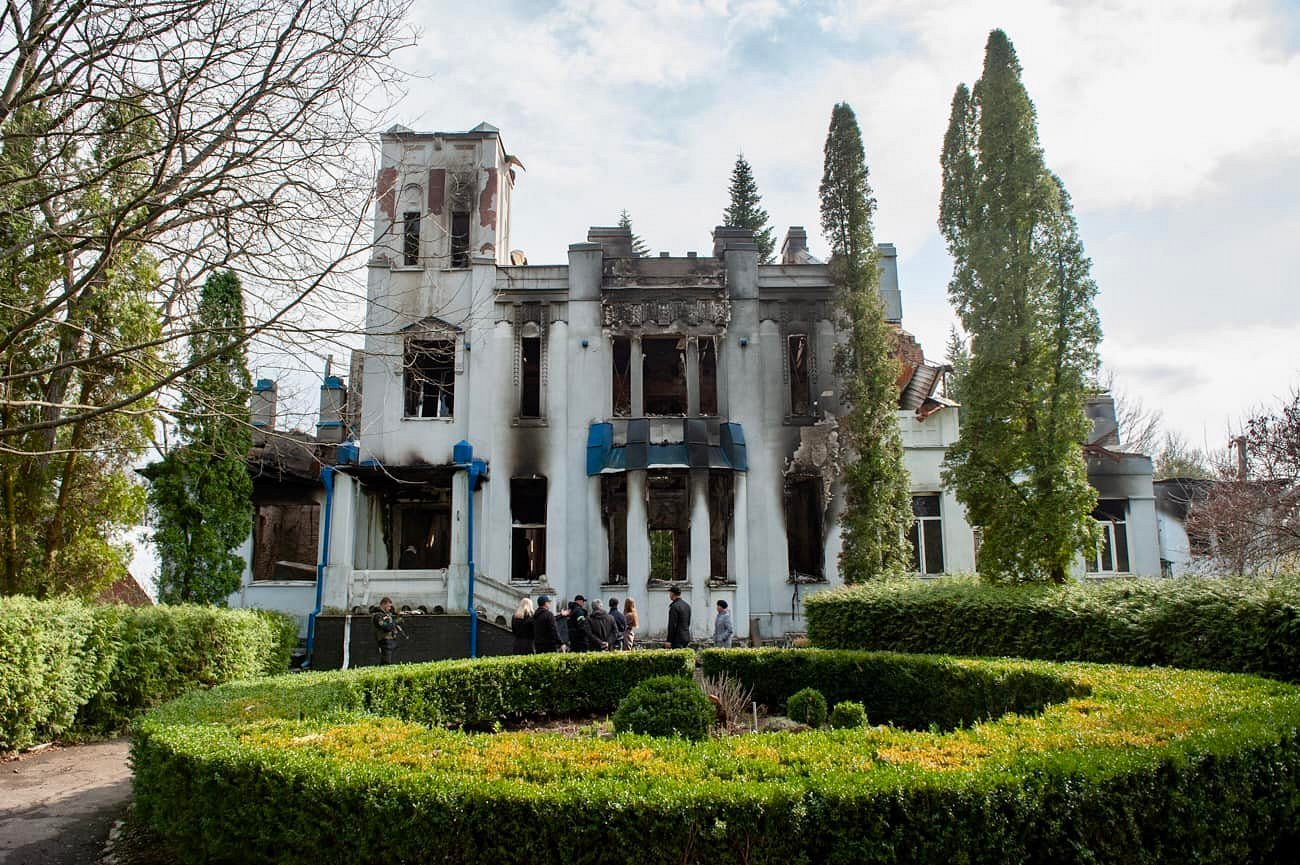
Будинок управителя маєтками Кеніга в Тростянецькому парку (пам'ятка архітектури національного значення, місце розташування лісової науково-дослідної станції), що згорів від російського танкового обстрілу.

В ніч на 24 лютого артобстрілом був пошкоджений Тростянецький районний краєзнавчий музей у садибі Леопольда Кеніга, що є пам'яткою архітектури. Пізніше музей обстрілювали знов та грабували. Експонати не постраждали, остільки були перенесені в інше місце.

#### 25 лютого
Уранці 25 лютого о 7:50 у Тростянці та сусідній Охтирці розпочалися бої.
Потім відбувся бій проти танків агресора.
Для перешкоджання пересування російських військ по трасі Суми — Полтава о 17:00 українськими військовими в селі Климентове, між Охтиркою і Тростянцем, було підірвано міст через річку Ворсклу. Його було повністю реконструйовано у 2020 році.

#### 26—27 лютого
О 7:40 ранку 26 лютого через Тростянець пройшла колона бензовозів у бік Сум. Російські окупанти займаються мародерством.
В місті поблизу Тростянецької шоколадної фабрики «Україна», «Крафт Фудз Україна» українською артилерією було знищено колону російської техніки, яка рухалася в обхід зруйнованого мосту в селі Климентове.
В той день голова Тростянецької міської ради Юрій Бова повідомив, що українські війська знищили російські танки, які намагалися захопити Тростянець. Бова підписав фото з розбитою російською технікою так: «Росіяни, ласкаво просимо до пекла! Ідіть ви на …, а не Україну вам! Тростянець та вся Україна! Ми переможемо!»

#### 28 лютого
Колона військової техніки РФ зайшла з боку Лебедина до Тростянця. Війська РФ зайняли залізничний вокзал «Смородине», тривала стрільба з автоматичної зброї.
Російські окупанти розстріляли цивільного 45-річного чоловіка на виїзді з Тростянця у бік с. Станова, який повертався додому на власному авто.

### Березень

#### 1—2 березня
На вечір 1 березня російські війська трьома колонами зайшли до Тростянця і зайняли місто. Російські військові знесли танком ворота у Круглий двір, розбили картинну галерею. У місті майже всі лінії електропередач пошкоджені, розбиті всі дороги. Також у містечку частково немає інтернету, не транслюється телебачення та радіо.
|  | «Росіяни ходять по хатах, дістають людей з підвалів, примушують їх сидіти на вулиці вночі. Вони бояться авіаударів, бояться роботи нашої артилерії. Ворог створив тут такий собі штаб», — повідомив керівник військової адміністрації Сумщини Дмитро Живицький. |

Росіяни розмістили свою ударну техніку поміж житлових кварталів: у центрі міста, на Благовіщенській вулиці, поблизу поліції та на інших вулицях. Почали патрулювали вулиці міста, заблокували станцію екстреної допомоги, розстріляли авто ритуальної служби і не давали можливість забрати тіла людей з вулиць. Вони, фактично, тримали жителів Тростянця в заручниках.
|  | „Бригади екстреної медичної допомоги заблоковані окупантами, у зв'язку з чим не мають можливості обслуговувати виклики. Тростянецька міська лікарня продовжує працювати в посиленому режимі. Лікарі первинної медичної допомоги консультують онлайн“, — сказав мер Тростянця Юрій Бова. |

Близько 18 години 2 березня у Тростянці біля Круглого двору росіяни розстріляли цивільне авто.

#### 3—4 березня
Голова Сумської обласної військової адміністрації Дмитро Живицький повідомив про гуманітарну катастрофу в місті. У Тростянці окупантами було також пограбовано магазини АТБ та житлові будинки. Пограбувавши секонд-хенди — перевдягалися в цивільне. «По місту ходять повністю деморалізовані, п'яні російські військові», — повідомили в Сумській обласній адміністрації.

#### 5 березня
Після 13:00 російські окупанти вдруге (вперше 28 лютого) зайняли залізничний вокзал, розмістили там свою техніку і розстріляли український прапор. Російські військові розграбували склад шоколадної фабрики «Україна» та розтрощили офісні приміщення. Усі крамниці Тростянця спустошені російськими окупантами. Рештки забрані місцевими мародерами. Випадки мародерства за можливості фіксуються і зупиняються активними мешканцями громади.
Вони вкрали з території АТП 5 комунальних автобусів «Тростянецьпастрансу» та розставили їх по місту. Також реквізували вантажний транспорт у підприємств та у місцевих жителів. Крім того, вони розстріляли всі авто ритуального бюро, щоб не ховали померлих. Але у лікарні, яка працює у штатному режимі, залишилося і тіло військовослужбовця з Росії. Близько 11 тіл вбитих жителів Тростянця також було доставлено в міську лікарню. У будівлі поліції загарбники розмістили свій штаб, який оточили бронетехнікою і патрулями. Жителів сусідньої п'ятиповерхівки утримують вдома, як «живий щит». З вечора 5 березня російські військові патрулюють центр і мікрорайони міста.
За словами Юрія Бови, комунальні служби громади та працівники ТОВ «Сумиобленерго» зранку 5 березня намагалися відновлювати електромережі, газопроводи та водопостачання, але в таких умовах це є дуже складним завданням. Світло з'явилося майже у всьому місті та селах (Печинах, Солдатському, Ницасі, Дерновому, Люджі, Великій Люджі). Працювали над відновленням у Семереньках і Поляному. Буймер, Мартинівка, Мащанка, Артемо-Растівка лишалися поки без світла. Там немає змоги відновити збиті російськими танками опори. Під кінець дня, через серйозне пошкодження на високовольтній лінії між Охтиркою і Богодуховом, світло зникло знову у всій Тростянецькій громаді. Не було його і в сусідній Великописарівській. Зв'язок оператора Vodafone заглушений, зв'язок оператора Київстар, за словами міського голови Тростянця, «ледь працює, інтернет теж лежить». Через відсутність електрики, відсутнє водопостачання. Люди користуються колодязями, однак вони є не всюди.
Школи, садочки та місцевий ресторатор пекли хліб та роздавали безкоштовно людям. Поки у місті була електрика, — розповів Мирослав Шило, — випікали до 1700 хлібин за добу. Потім на дизельному генераторі вдвічі менше. Аби взяти борошно на місцевій фабриці, волонтерам довелося домовлятися з окупантами. За майже місяць окупації міста Тростянець це місце стало для місцевих жителів символом надії.
У гуртожитку організували харчування всіх біженців, які там проживають. Місцевий готель «Елегія» готовий надати безкоштовне проживання постраждалим. ТОВ «ТД Ельдорадо» безкоштовно надає борошно для випічки хліба. Мешканці, що зверталися до міськради з проханням про ліки, отримали їх вдома.
Утім, евакуювати жителів з Тростянця або направити туди гуманітарні вантажі немає можливості. За словами голови обласної військової адміністрації Дмитра Живицького, перемовини про ввезення гуманітарної допомоги не увінчалися успіхом.
На вечір 5 березня стало відомо про захоплення у полон цивільних громадян, які рухались автівками за межами міст. Керівник військової адміністрації Дмитро Живицький повідомив, що безпечно виїхати із Тростянця, а також Сум, Охтирки та Лебедина наразі неможливо, бо «російські військові грабують і подекуди розстрілюють машини українських мирних людей». У селі Станове Тростянецької громади, яке повністю зайняли російські окупанти з колони, що рухалася на Лебедин. По центральній вулиці та прилеглих у кожному дворі села вони поставили по російському танку. За інформацією голови обласної військової адміністрації Дмитра Живицького, у жителів села відібрали мобільні телефони. Вони вдиралися в будівлі, просили поїсти та помитися. Таким «живим щитом» прикривалися майже весь день 5 березня. Ввечері колона вирушила в бік Лебедина. Тут була розгорнута система С-300 (зенітно-ракетна система С-300 середнього радіуса дії). Призначена для безпосереднього прикриття військ, що перебувають поблизу від супротивника, в першу чергу від балістичних ракет і літаків.
У ніч з 5 на 6 березня російські війська з центру міста Тростянця, де посеред житлових будівель розміщуються російські САУ, вели обстріли Охтирки. Усі дороги, що ведуть до Тростянця залишаються заблокованими, тому евакуація мешканців і доправлення благодійної допомоги є наразі дуже небезпечними.

#### 6—7 березня
Тростянець залишався під контролем військових РФ.
У Боромлі внаслідок артобстрілу пошкоджена інфраструктура, будинки та дитячий садок, зруйновані цивільні підприємства.
7 березня російські війська обстріляли з Градів село Солдатське. Розбили школу та кілька будинків. Снаряд влучив прямо у дах центрального корпусу, вибито всі 99 вікон.

#### 8—9 березня
8 березня в місто Тростянець з під Сум стягнулися сотні одиниць ворожої техніки. Російські військові з центру міста, з вокзалу, відкрили хаотичний вогонь в бік Великої Писарівки, інших сіл та по мікрорайонах міста.
У ніч з 8 на 9 березня артилерія Російської Федерації обстріляла колишній завод «Електробутприлад» у Тростянці. Загинули троє людей, серед них 13-річний хлопець. Вони загинули від вибуху снаряду. Також четверо людей, з різних частин міста, отримали осколкові поранення. Їх госпіталізували до лікарні, де надавали допомогу.
Росіяни 9 березня скинули в центр села Солдатське колишнього Великописарівського району (нині Тростянецька міська громада) дві бомби, все зруйнувалося вибуховою хвилею. Найбільше постраждало приміщення бібліотеки, яка разом з комп'ютерним класом була відкрита 19 грудня. Двері, повилітали всі вікна, які залишились, дах покрошився. Перша бомба влучила у приміщення складів сільгосппідприємства «Сумиагро», повністю їх зруйнувавши. Другий снаряд впав за кілька метрів. На цьому місці залишилась вирва діаметром 5 метрів, 80 сантиметрів шириною та глибиною понад два метри.

#### 10 березня
У ніч з 9 на 10 березня село Солдатське Тростянецької громади за інформацією міського голови Тростянця Юрія Бови, вночі зазнало трьох авіабомбових ударів.
З 9.00 10 березня на Сумщині запрацювали три «зелені коридори». Евакуація мешканців крім Тростянця відбувалася також з Краснопілля — до Сум. Однак, військові РФ спочатку не дозволили тростянецькій колоні (головним чином — приватні автівки) рухатися через центр міста: відкрили вогонь у повітря. Постраждалих не було. Утім, довелося оперативно узгоджувати інший маршрут у межах міста Тростянець. У тростянецькій колоні виїхало більше сотні приватних автомобілів.
Загалом із Сум «зеленим коридором» виїхали 2 664 автомобілів та 54 автобуси. Усього це — 12 276 людей. Це — колони з Краснопілля, Тростянця та обласного центру. Автобуси та автомобілі у колоні прямували за маршрутом «Суми — Ромни- — Лохвиця — Лубни». У Лубнах люди пересіли на потяг до Львова, звідти безкоштовними автобусами їх відвезли до пунктів пропуску в Польщу. Деякі охочі залишилися у Львові у місцях перебування для біженців.

#### 12 березня
12 березня на Сумщині працювали «зелені коридори» для евакуації населення. Виїхати можна було до Полтави (через Ромни) із Сум, Тростянця, Конотопа, Лебедина, Великої Писарівки та Краснопілля. Колона з автобусів та на особистого транспорту формувалась о 9:00 по вул. Кеніга буля стадіону імені Куца. Далі рухались по вул. Скрябіна — вул. Татаренко — вул. Б. Хмельницького — вул. Гришина (об'їзна) — вул. Шевченка і далі у бік Сум. Потім за маршрутом: Голубівка, Вільшана, Недригайлів, Коровинці, Ромни, Андріяшівка, Лохвиця, Лубни, Полтава. З Тростянця змогли вивезти 800 людей, повідомив міський голова Юрій Бова. о 9.00 — з міста виїхали один великий автобус (50 дорослих та 33 дітей) та 144 легкових автомобілі (546 людей). О 15-тій організували виїзд ще двох автобусів (67 дорослих 41 дитина) та одного мікроавтобусу (10 людей) по маршруту: Тростянець — Недригайлів. Також було завезено трохи харчів з Недригайлова і Гадяча.
Під час евакуації у Тростянці військові РФ обікрали станцію невідкладної допомоги та «Укрпошту». Вони угнали три швидких допомоги УАЗ ВМ6169АТ темно зелений, Citroen ВМ1246СО та Volkswagen Crafter ВМ4565СО. У місті залишилась одна карета швидкої допомоги. Також викрали ноутбуки і телефони, усі медпрепарати для надання екстреної медичної допомоги. До того ж, розтрощили котел для опалення. Російські військові також напали на будівлі міської ради, поліції, палацу дітей та юнацтва. «Це нашестя порізало дитячі костюми в палаці, поламали мольберти і доробки дітей просто розтрощили. Гадаю, ви розумієте що твориться в адмінбудівлях міста», — зазначив Юрій Бова.

#### 13—16 березня
Станом на 13 березня у 22 500 абонентів на Сумщині не було електропостачання. За інформацією обласної військової адміністрації, пошкодження внаслідок обстрілів є в Охтирці, Тростянці, Лебедині та Сумах.
Місто залишалося окупованим російськими загарбниками, які використовували розміщену на вокзалі військову техніку для обстрілів по містам і селам навколо.
Утім, в окупованому російськими військовими Тростянці 15 березня роздавали гуманітарну допомогу. Отримували її в найближчому до виїзду в обласний центр виселку Гай. Про це повідомили у Сумській військовій адміністрації. Також, за словами волонтерами, в місті випікали хліб в «Тростинці», там же для немовлят видавали сухе молоко за свідоцтвом про народження дитини.
15 березня на Сумщині працювали «гуманітарні коридори» за п'ятьма маршрутами — із Сум, Тростянця, Лебедина, Конотопа і Шостки. Кінцевий пункт призначення всіх маршрутів — Лубни на Полтавщині.
Військові РФ людям з евакуаційної колони наказали віддати усі телефони. На блокпосту вони ходили з картонною коробкою та відбирали телефони в усіх, хто їхав з міста, погрожуючи розстрілом. Трохи згодом розвідувальний підрозділ 93-ї бригади Холодний Яр проводив операцію на східному напрямку від Тростянця. У полон до українських військових потрапив механік-водій з Кантемирівської дивізії російських збройних сил. При затриманні у нього знайшли червоний мобільний телефон, а також павербанк зі стразами. Спочатку окупант брехав, що це його речі. У телефоні була сім-картка одного з російських операторів. І з цього телефону дзвонили до Росії. Та у списку контактів були й українські номери, підписані «татуся» та «мамуля». Коли холодноярці почали телефонувати на ці номери, виявилося, що телефон належить 10-річній Іванці з Тростянця. Через місяць українські військові повернули цей мобільний телефон.
Тих, хто залишився російські військові катували. Зокрема, у с. Боромля вони схопили біля власного будинку Ігоря — власника продуктового магазину:
|  | "Я вийшов на вулицю і мене там забрали. Десь годину били. Зламали щелепу. В голову разів десять вдарили. Голова уся побита була. Це все вже зійшло. Вони ж мені палець намагались відрізати, потім відламали", – розповідав Ігор. З десяток окупантів, говорить, били ногами просто так, а потім забрали цінні речі. "Вони неадекватні. У телефоні почали шукати, до прізвищ – питати хто це? Десь годину. Потім все з кишень позабирали, в мене кільце на руці було забрали, ланцюжок з хрестом, ну і гроші забрали. Уроди, і все". |

Російські військові вкрали у нього близько 2,5 тисяч доларів. Після катувань Ігоря відпустили. До лікарні він зміг виїхати тільки через три дні, коли організували «гуманітарний коридор». За словами лікаря Сумської лікарні Михайла Корольова, хворий поступив до медзакладу з травмами щелеп та кінцівок середньої тяжкості.
У цій же лікарні у реанімації жінка, яка разом з чоловіком їхали з Боромлі до Сум, аби придбати хліб і розвезти його по селу. Її чоловік загинув. За словами завідувача відділенням анестезіології Сергія Бережного, — жінка поступила з множинними ураженнями правої кінцівки, лівої кінцівки, з множинними вогнепальними ураженнями і з важким травматичним шоком.
Через такі дії російських військових в Охтирській прокуратурі відкрили кримінальні провадження за фактами порушення законів і звичаїв війни. Загалом у відомстві задокументували близько 120 таких злочинів на Сумщині. Максимальне покарання передбачене цією статтею карається позбавленням волі на строк від 10 до 15 років або довічним позбавленням волі.
Також військовослужбовці РФ зупинили на блокпосту 40-річного мешканця села Боромля, який їхав на власному автомобілі до Тростянця. З того часу його місцеперебування невідоме. Правоохоронці розпочали кримінальне провадження за фактом викрадення людини, вчинене представником іноземної держави.

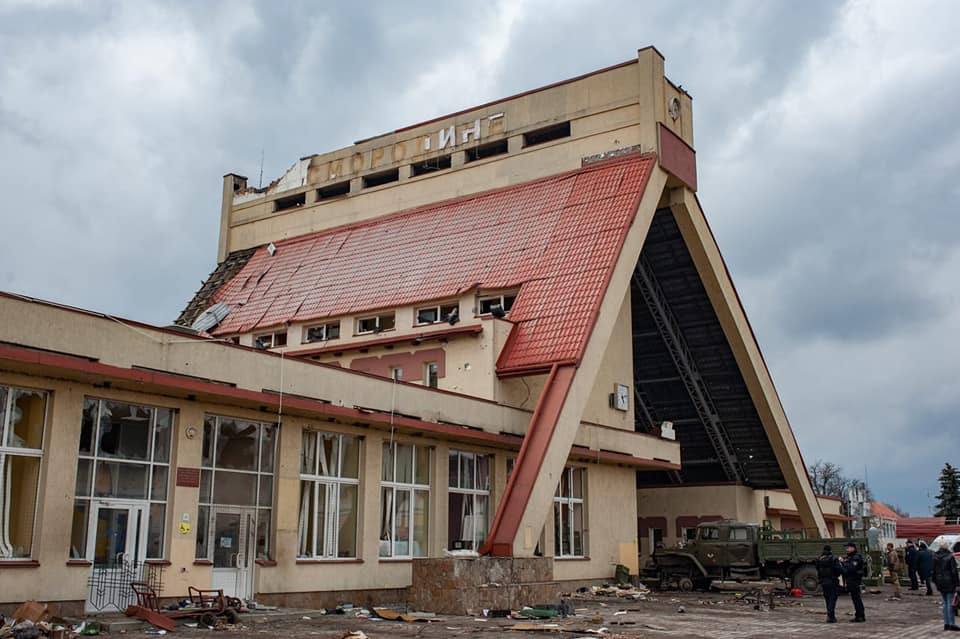
Залізничний вокзал «Тростянець-Смородине» після боїв

У ніч з 15 на 16 березня військові 93-ої окремої механізованої бригади «Холодний Яр» змогли знищити гаубичний дивізіон російських військ, що розташовувався на залізничному вокзалі у Тростянці. Детонація боєкомплектів гаубиць сильно зашкодила цивільній інфраструктурі міста.
Під вечір 16 березня українські військові знищили кілька САУ та БУК російських військових у Боромлі. Також, за інформацією військової адміністрації Сумщини, українці також потрапили у їх склад боєприпасів.

#### 17—18 березня
Надвечір біля Тростянця українські сили оборони знищили колону ворожої техніки. У складі колони був дослідний танк Т-80У (на центральному фото верхнього ряду його залишки в центрі)..
Розбита російська техніка
.

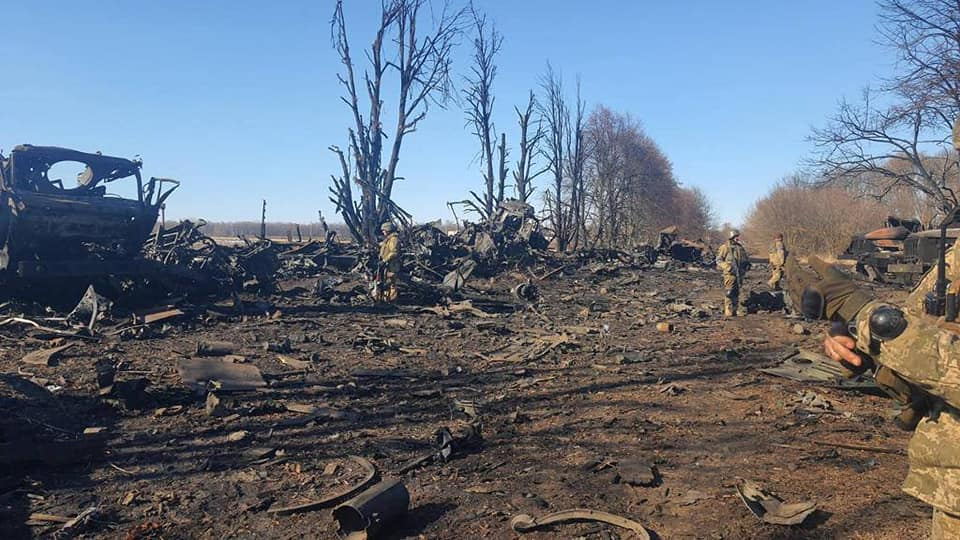
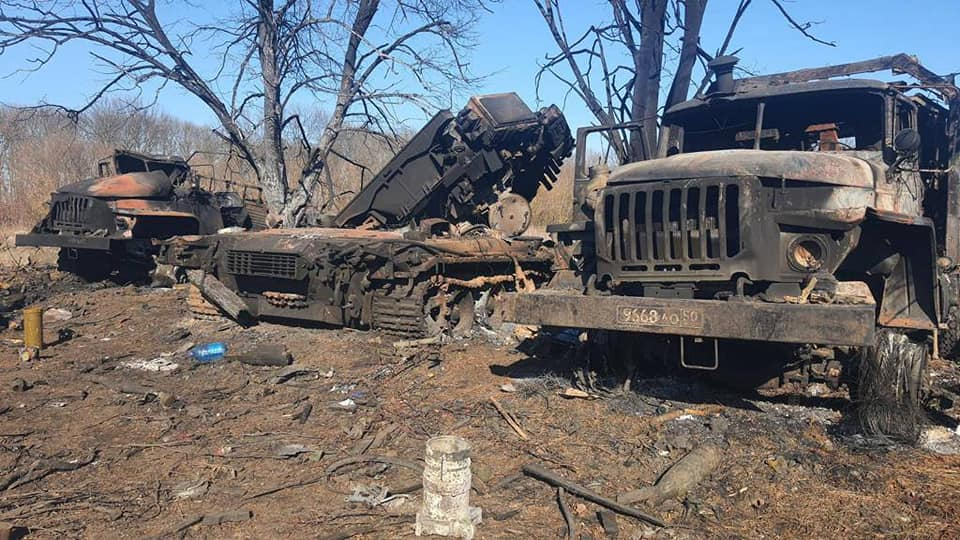
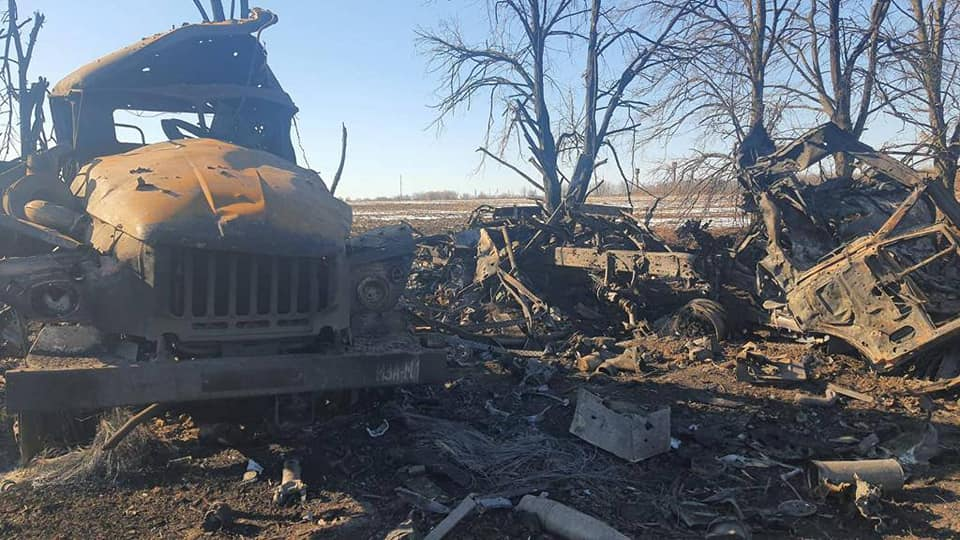
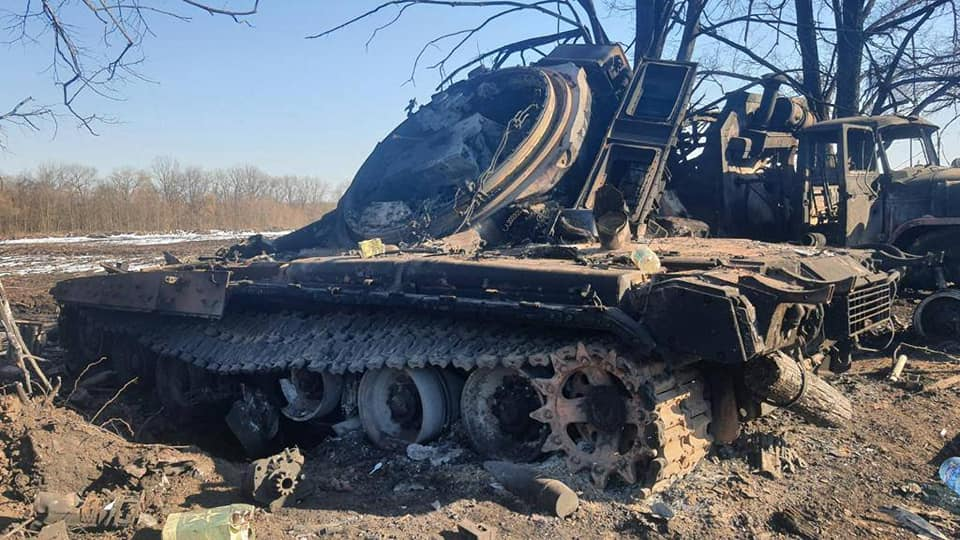
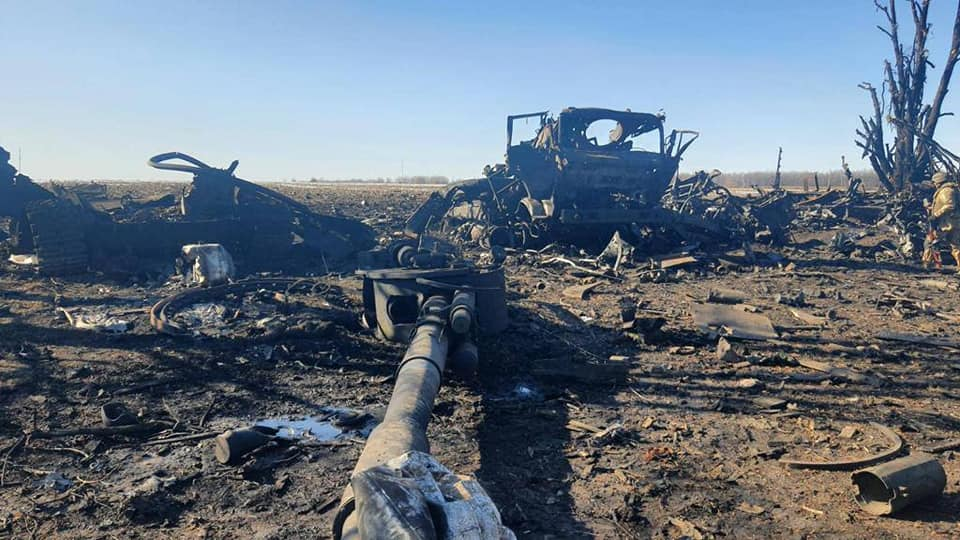
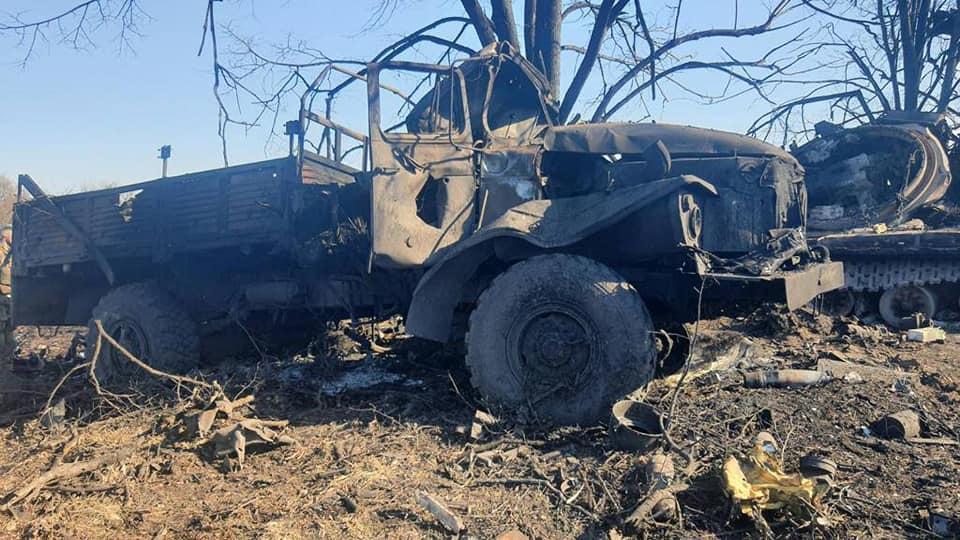

На Сумщині 18 березня з 9 години ранку працювали гуманітарні коридори. Можна було виїхати з Великої Писарівки, Тростянця, Краснопілля, Сум, Лебединської та Конотопської громад. Автобусів від'їжджали від ПТУ о 9:00. Автомобілі рухалися містом на виїзд у бік Сум — вул. Кеніга стадіон ім. Куца — вул. Скрябіна — вул. Татаренко — вул. Б. Хмельницького — вул. Гришина (об'їзна) — вул. Шевченка і далі у бік міста Суми. З Сум колона рухалась через Голубівку, Вільшану, Недригайлів, Коровинці, Ромни, Андріяшівку і далі на Полтавщину через Лохвицю до Лубнів. Колону традиційно супроводжували представники Міжнародної організації Червоного Хреста. За даними обласної військової адміністрації, станом на 17:00 із Тростянця виїхало: 54 авто — 216 громадян, 1 автобус — 30 громадян.

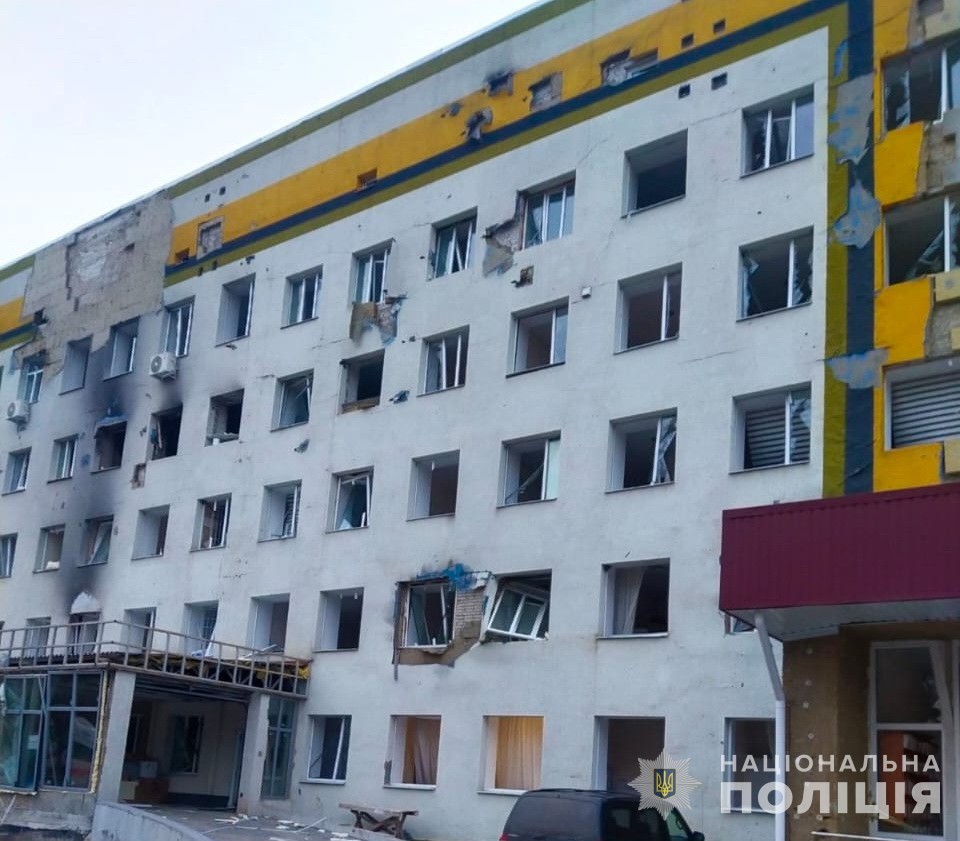
Тростянецька міська лікарня після обстрілів

18 березня і в наступні дні російські військовослужбовці обстрілювали з танків Тростянецьку міську лікарню, яка була однією з найсучасніших в Україні. Один із цих танків був знищений, інший понад рік переховував у своєму дворі місцевий житель, після чого танк вилучили і передали ЗСУ. Крім того, лікарня була пошкоджена кулеметними та автоматними чергами, а 6 російських військових заходили всередину та обшукували палати з лежачими пацієнтами.

#### 19—20 березня
19 березня російські військові розстріляли подружжя пенсіонерів, які їхали на велосипедах в Тростянецьку лікарню по польовій дорозі. В результаті обстрілу 59-річна жінка загинула, а її чоловік отримав поранення. За повідомленням Офісу генерального прокурора України по даному випадку Охтирська окружна прокуратура проводить досудове слідство за фактом порушення законів та звичаїв війни за (ч. 2, ст. 438 Кримінального Кодексу України).
За інформацією Генерального штабу Збройних сил України станом на 12 годину 19 березня підрозділи зі складу Першої танкової армії Росії не вели активних наступальних дій у напрямку на Суми та Охтирку. Вони зосереджували зусилля на блокуванні міста Суми. Також намагалися здійснити підготовку до наступальних дій у напрямку на населені пункти Тростянець, Охтирка, Полтава, частиною сил — на Прилуки та Київ. Силами окремих підрозділів Центрального воєнного округу ворог намагався діяти в районі Недригайлова та Ромнів.
Військові Російської Федерації 20 березня обстріляли з важкої артилерії приватні будинки в Тростянці. Про це повідомили у прокуратурі Сумської області. Росіяни фактично знищили декілька будинків та вбили трьох пенсіонерів, які там проживали. Унаслідок обстрілу загинули 64-річний та 70-річний чоловіки та 73-річна жінка. Разом з тим, пошкоджено іще декілька багатоквартирних житлових будинків та магазин. За процесуального керівництва Охтирської окружної прокуратури проводиться досудове розслідування за фактом порушення законів та звичаїв війни (ч. 1 та ч. 2 ст. 438 Кримінального кодексу України).

#### 21 березня
У Тростянці 21 березня російські військові, які окупували місто, викрали останній автомобіль екстреної медичної допомоги. Станція екстреної медичної допомоги залишилась повністю без транспорту. Медики не мають можливості доїхати до пацієнтів, — повідомив голова Сумської обласної військової адміністрації Дмитро Живицький. Він сказав, що наразі у Тростянецькій громаді — найскладніша ситуація. Російські військові продовжують грабувати місто третій тиждень. В місті знищена інфраструктура: «Це справжнє нелюдське, терористичне, сталення до простих мирних мешканців, які нічим нікому ніколи не загрожували».
У бою за визволення міста Тростянець 21 березня загинув член добровольчого формування Тростянецької територіальної громади № 1. Під час бою Іван Мартиновський перебував на першій лінії вогню й загинув намагаючись звільнити своє рідне місто. У чоловіка залишилися жінка та діти.
Також, російські військові 21 березня з важкої артилерії обстріляли житловий квартал у Тростянці. Унаслідок обстрілу на власному подвір'ї загинув 14-річний хлопець та його 73-річна сусідка. Кримінальне провадження розпочали 14 квітня за фактом порушення законів та звичаїв війни (ч. 2 ст. 438 КК України).

#### 22-23 березня

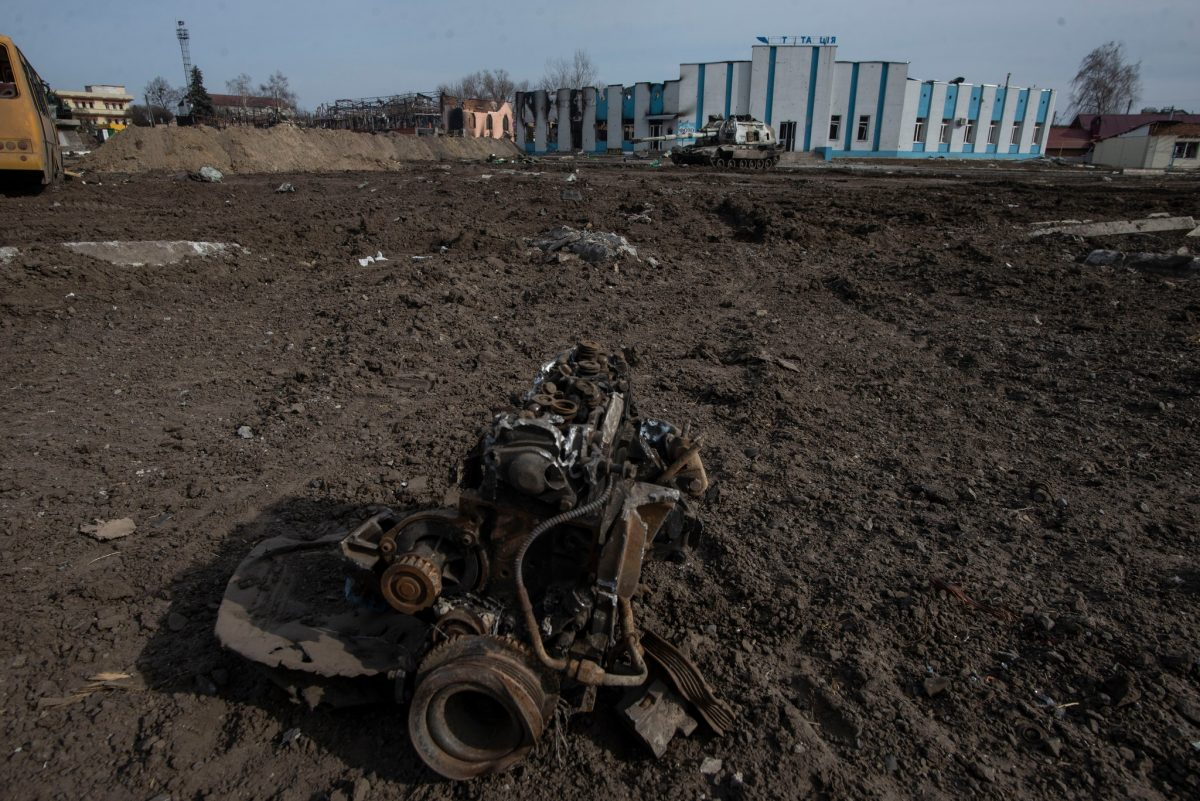
Вокзальна площа після звільнення українськими військовими 93-тьої ОМБр «Холодний Яр» міста Тростянця.

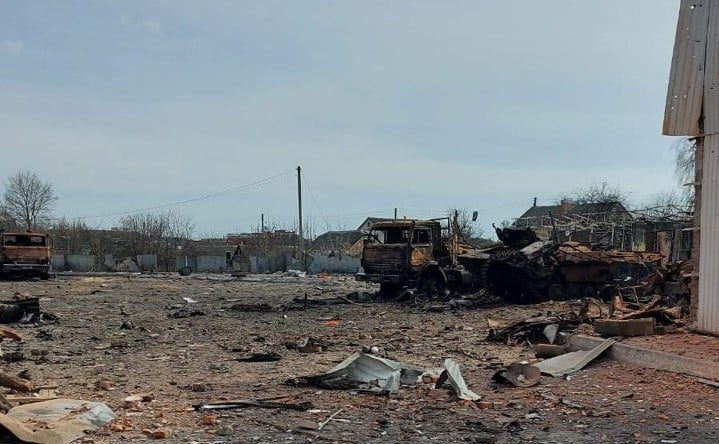
Залишки розгромленої техніки РФ.

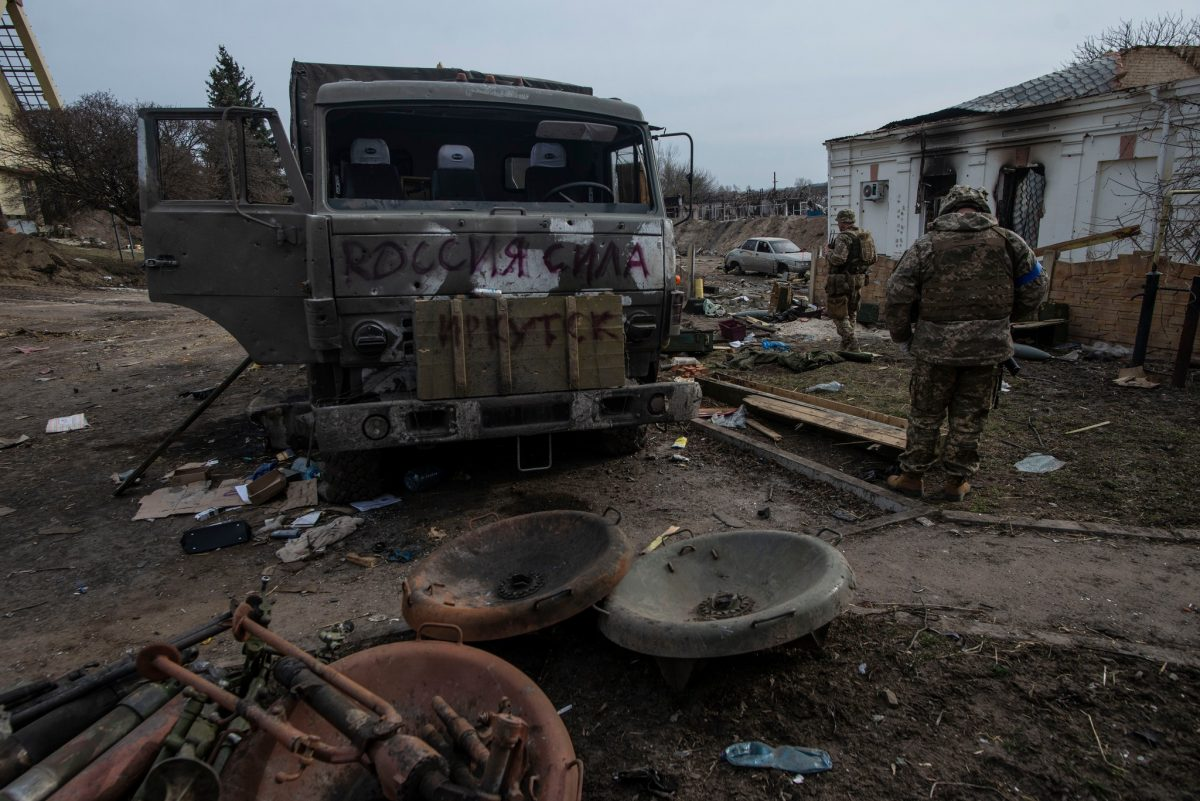
Розгромлена техніка Кантемирівської танкової дивізії Росії.

Пізно ввечері 22 березня у Тростянці почалися бої та артилерійські обстріли. Вночі з 22 на 23 березня, внаслідок обстрілу російськими військовими, у місті зайнялася масштабна пожежа. Рятувальники не могли під'їхати на місце, аби загасити пожежу, через постійні обстріли, а відрами гасили жителі. Через високий ризик задимлення мешканцям радили закрити вікна і залишатись в укриттях. У місті вже майже місяць не було води, електроенергії та можливості доправити ліки. Гуманітарну допомогу розвозили тільки у ті населені пункти громади, де було безпечно.

#### 24-25 березня
23 та 24 березня російські військові з важкої артилерії обстріляли декілька житлових будинків, шоколадну фабрику та машинобудівний завод у Тростянці. Орієнтовна вартість збитків від пожежі, яку спричинили російські військові склали 10 млн доларів США. Про це розповів Суспільному мер Тростянця Юрій Бова після спілкування з представниками фабрики. На фабриці випускали відомі в Україні та за її межами шоколадки під торговою маркою «Корона», бісквітні тістечка «Ведмедик Барні» та багато інших продуктів. На фабриці, загалом, працювало близько 1500 робочих місць.
Від осколкового поранення у себе вдома загинула 55-річна жінка. Також, російські військові зайшли на територію приватних домогосподарств та вкрали дві автівки: «Hyundai H-1» та «Peugeot 405». Правоохоронці Сумської обласної прокуратури відкрили кримінальні провадження за фактом порушення законів і звичаїв війни та незаконного заволодіння транспортними засобами. (ч. 1 та ч. 2 ст. 438, ч. 2 ст. 289 КК України).
В районі Тростянця 25 березня велися інтенсивні бойові дії за звільнення Тростянця. Російські військові не підпускали енергетиків полагодили мережі. Також вони заблокували кладовища. Місцевих хоронять на городах приватних будинків. У районі Тростянця холодноярська піхота розбила НЛАВом російський танк Т-80.
У період з 24 до 27 березня в селі Жигайлівка Охтирського району пограбували два магазини, з яких викрали алкоголь та тютюнові вироби, м'ясні продукти, бакалійні вироби, апарат для приготування кави та електрочайник. Сума викраденого становить понад 124 тисячі гривень. Також з Жигайлівської загальноосвітньої школи та Будинку культури викрали офісну техніку, зокрема, комп'ютери, ноутбуки, принтери.
Під час окупації м. Тростянець незаконно заволоділи автомобілями марки ГАЗ 32213, двома УАЗами 3909, ВАЗ 21063, які перебували на території одного з місцевих підприємств.

#### 26—27 березня
26 березня українські війська 93-ї окремої механізованої бригади «Холодний Яр» звільнили місто Тростянець від російських загарбників. Застрелився командир 13-го танкового полку, який входить до складу «еліти» російських сухопутних військ — Кантермирівської дивізії.
В місті великі руйнування, місцева лікарня замінована окупантами, відсутні будь-які комунікації, у тому числі зв'язок, електропостачання та вода. По вулицях розкидані десятки спаленої техніки, як цивільної, так і військової. Про кількість жертв точних даних поки що немає. На зачищення міста від окупантів була відправлена невелика група 150 батальйону та також до міста відправлено гуманітарний конвой. До колони також приєдналися дві машини швидкої допомоги. Відповідно до завдання, отриманого 27 березня, рятувальники з'ясовували конкретні адреси людей які пораненні та потребують допомоги. Групою швидкого реагування батальйону була проведена пошукова операція важко пораненого військовослужбовця ЗСУ, якого прихистило в підвалі цивільне населення, бойовим медиком була надана медична допомога та евакуйованого його до безпечного місця, де очікувала бригада швидкої допомоги. Та була надана перша допомога цивільному населенню хто того потребував.
За інформацією мера Тростянця Юрія Бови, на час окупації в місті знаходилось приблизно 20 тис. населення, потім багато людей виїхало і залишилось на час звільнення близько 10-12 тис. мешканців.
|  | "Люди жили фактично майже на воді. Тому зараз перша необхідність — не предмети одягу, бо куртки і взуття у людей більш-менш є. Дорослі просять одне — просто поїсти, вперше за ці 30 днів, бо вони реально ці дні голодували", — розповів Юрій Бова. |

27 березня в гаражі однієї з державних установ Тростянця правоохоронці Сумської обласної прокуратури знайшли тіло чоловіка з множинними тілесними ушкодженнями. За даними слідства, військові збройних сил Росі під час окупації Тростянця позбавили життя цього чоловіка. Особа загиблого встановлюється. Розпочато кримінальне провадження за фактом порушення законів та звичаїв війни (ч. 2 ст. 438 КК України).
Після звільнення Боромлі від російських військ поблизу ретрансляційної вежі (за 2 км від села в бік Тростянця) зі слідами насильницької смерті знайшли тіло 30-річного чоловіка, якого понад тиждень розшукували рідні. За даними слідства Сумської обласної прокуратури, чоловіка вбили російські військові. Прокуратура розпочала кримінальне провадження за фактом порушення законів та звичаїв війни (ч. 2 ст. 438 Кримінального кодексу України). Санкція статті передбачає позбавлення волі на строк від 10 до 15 років або довічне ув'язнення. Як стало відомо 31 березня — це відомий український спортсмен Сергій Проневич. Він мешкав у селі Боромля на Сумщині, а к жовтні 2019 року потрапив до «Книги рекордів України», пробігши у повній військовій екіпіровці українського вояка марафонську дистанцію — 42 км.

#### 30-31 березня
Російські військові в порушення вимог Женевської конвенції про захист цивільного населення під час окупації Тростянця замінували багато об'єктів та місць загального відвідування. У Тростянці 30 березня загинув один місцевий мешканець, підірвавшись на розтяжці. Він йшов узбіччям дороги по місту. Також собака врятував життя своїй хазяйці: побіг вперед — і потрапив у розтяжку — підірвався. Паралельно після звільнення, сапери Державної служби з питань надзвичайних ситуацій, відповідний підрозділ бригади територіальної оборони 150 бат. та підрозділи ЗСУ обстежили залізничну ділянку Тростянець-Харків та розблокували її, а потім ділянку Тростянець − Боромля − Суми, згодом: Суми − Білопілля. За інформацією Дмитра Живицького, після перевірки на безпечність залізничного сполучення, його запустять для доставки товарів, гуманітарної допомоги та пасажирського сполучення.
30 березня у місті знайшли два зв'язаних тіла закатованих російським військами мирних мешканців з вогнепальними пораненнями. Загиблими виявилися 55-річний та 53-річний чоловіки, про зникнення яких родичі повідомляли за декілька днів до цього. Досудові розслідування правоохоронці Сумської обласної прокуратури проводили за фактом порушення законів та звичаїв війни (ч. 2 ст. 438 КК України).
Наступного дня на околиці Тростянця в лісосмузі здетонувала граната на розтяжці. Внаслідок вибуху 56-річний чоловік загинув, ще двоє отримали тілесні ушкодження. Про це 1 квітня повідомили на Facebook-сторінці Сумської обласної прокуратури. Кримінальне провадження розпочали за фактом посягання на територіальну цілісність і недоторканність України (ч. 3 ст. 110 КК України).

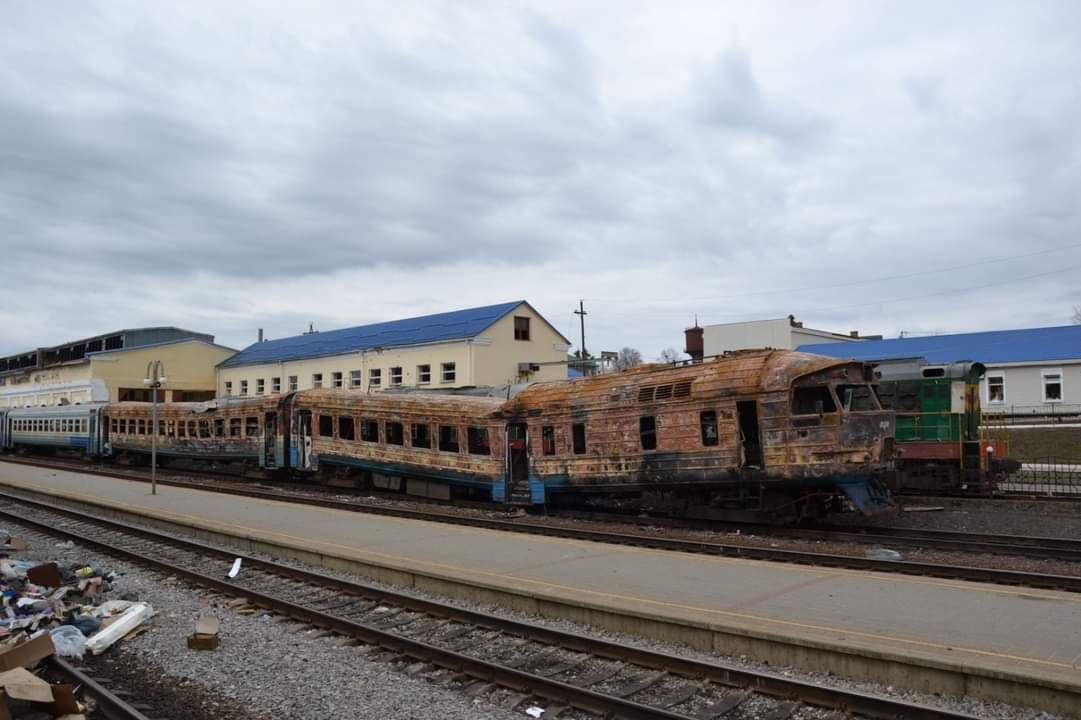
Руйнування поблизу локомотивного депо «Тростянець-Смородине».

### Втрати
Правоохоронні органи розслідують більше 100 кримінальних проваджень за фактами порушень законів та звичаїв війни під час обстрілів та окупації Тростянецької ОТГ (ч. 1 та ч. 2 ст. 438 КК України). За даними прокуратури Сумщини, російські військовослужбовці, застосовуючи заборонені міжнародним правом засоби, з першого дня війни обстрілювали з важкої артилерії та скидали бомби на населені пункти Тростянецької ОТГ.
В окупованих селах та містах загарбники жили в будинках мирних громадян та розставляли свою техніку в житлових кварталах. Вони грабували домівки, медичні установи, заклади освіти. Також викрадали транспортні засоби, а мирних жителів брали в полон та катували. Наприклад, військовослужбовці Російської Федерації зайшли в будинок до місцевих мешканців, провели там обшук. Після чого забрали із собою 32-річного чоловіка. За аналогічних обставин взяли в полон і 29-річного жителя міста. Наразі місце перебування полонених встановлюється. Також двом чоловікам вдалось звільнитися з полону. Вони розповідали, що 20 березня на вул. Набережній їх затримали військові РФ. Їх тримали в підвалі залізничного вокзалу і катували. 26 березня чоловіки, скориставшись тим, що в місті були бойові дії, втекли з полону. Частина 1 статті 146-1 Кримінального кодексу України передбачає позбавлення волі на строк від трьох до п'яти років.
В результаті сотні будинків зруйновано вщент, багато домівок пошкоджено, знищено об'єкти критичної інфраструктури та пам'ятки архітектури. На території Боромлянської громади Сумської області 6 квітня виявили тіло чоловіка зі слідами катувань. У чоловіка були зав'язані обличчя та руки, на правій нозі — рвані рани. Особу загиблого поки що не встановили. У Сумській обласній прокуратурі повідомили, що відкрили кримінальне провадження за ч. 2 ст. 438 КК України (порушення законів та звичаїв війни).
За попередніми даними, росіяни вбили 49 мирних жителів, трьох із яких закатували, та 2 дітей (13 та 14 років).